# True Self
True Self è il quarto album in studio del gruppo alternative metal Soil, pubblicato il 6 maggio 2006 dalla DRT Entertainment.

## Descrizione
Composto da dodici brani, si tratta del primo album del gruppo attraverso la nuova etichetta nonché il primo a figurare in formazione il cantante AJ Cavalier.

## Tracce
1. Fight for Life – 4:10
2. Give It Up – 3:00
3. Pick Me Up – 3:12
4. The Last Chance – 4:17
5. True Self – 3:18
6. Hear Me – 3:57
7. Forever Dead – 3:12
8. Let Go – 3:49
9. Until It's Over – 2:58
10. Jaded – 2:37
11. Threw It Away – 3:27
12. One Last Song – 5:28

## Formazione
Gruppo
- AJ Cavalier – voce
- Adam Zadel – chitarra, coro
- Shaun Glass – chitarra
- Tim King – basso
- Tom Schofield – batteria

Produzione
- Ulrich Wild – produttore, ingegneria del suono, missaggio
- Stephen Jensen – direzione artistica, design, fotografia
- Brian Vecchione – fotografia